# Кшиштоф Мончинський
Кшиштоф Мончинський (пол. Krzysztof Mączyński, нар. 23 травня 1987, Краків) — польський футболіст, півзахисник клубу «Шльонськ» та національної збірної Польщі.
Виступав, зокрема, за клуби «Вісла» (Краків) та «Гурник» (Забже).

## Клубна кар'єра
У дорослому футболі дебютував 2007 року виступами за команду клубу «Вісла» (Краків), в якій провів два сезони, взявши участь лише у 8 матчах чемпіонату. 
Протягом 2009—2011 років захищав кольори команди клубу ЛКС (Лодзь).
Своєю грою за останню команду привернув увагу представників тренерського штабу клубу «Гурник» (Забже), до складу якого приєднався 2011 року. Відіграв за команду з міста Забже наступні три сезони своєї ігрової кар'єри.
Протягом 2014—2015 років захищав кольори команди кытайського клубу «Гуйчжоу Женьхе».
До складу клубу «Вісла» (Краків) повернувся 2015 року. Відтоді встиг відіграти за команду з Кракова 19 матчів в національному чемпіонаті.

## Виступи за збірну
У 2013 році дебютував в офіційних матчах у складі національної збірної Польщі. Наразі провів у формі головної команди країни 14 матчів, забивши 1 гол.

## Титули і досягнення
- Чемпіон Польщі (3):

«Вісла»: 2007-08, 2008-09
«Легія»:  2017-18
- Володар Суперкубка Китаю (1):

«Бейцзін Женьхе»: 2014
- Володар Кубку Польщі (1):

«Легія»: 2017-18